# Clwb Pêl Droed Llanfairpwllgwyngyllgogerychwyrndrobwllllantysiliogogogoch Football Club
Il Clwb Pêl Droed Llanfairpwllgwyngyllgogerychwyrndrobwllllantysiliogogogoch Football Club, abbreviato solitamente in CPD Llanfairpwll FC o solo Llanfairpwll, è una società calcistica gallese con sede nella città di Llanfairpwllgwyngyllgogerychwyrndrobwllllantysiliogogogoch.
Milita nella North Wales Coast West Division One, quinta serie del campionato gallese di calcio.

## Storia
Fondato nel 1899 come Llanfair Rovers, il club disputò il suo primo campionato nella North Wales Coast League, ora non più esistente, e fece una buona stagione, vincendo 10 partite, pareggiandone 5 e perdendone 8. Il club è stato campione della Welsh Alliance League nella stagione 1987-88 e nella stagione 2000–01. È anche arrivato secondo per tre volte. Nella stagione 2008-2009 il club era in pericolo di retrocessione dalla Cymru Alliance, tuttavia una buona serie di risultati li ha allontanati dal pericolo per finire decimi. Il club è retrocesso nella Welsh Alliance League Division 1 alla fine della stagione 2009-2010 in seguito di una revisione della struttura della lega da parte della FAW . Una retrocessione alla fine del 2011–12 ha visto il club retrocedere nella Welsh Alliance League Division 2, per essere poi retrocesso nella stagione 2018-2019 nella Anglesey League.
Il club è noto per avere il nome più lungo del mondo, anche se l'Inverness Caledonian Thistle detiene il record quando si parla di calcio professionistico.

## Stadio

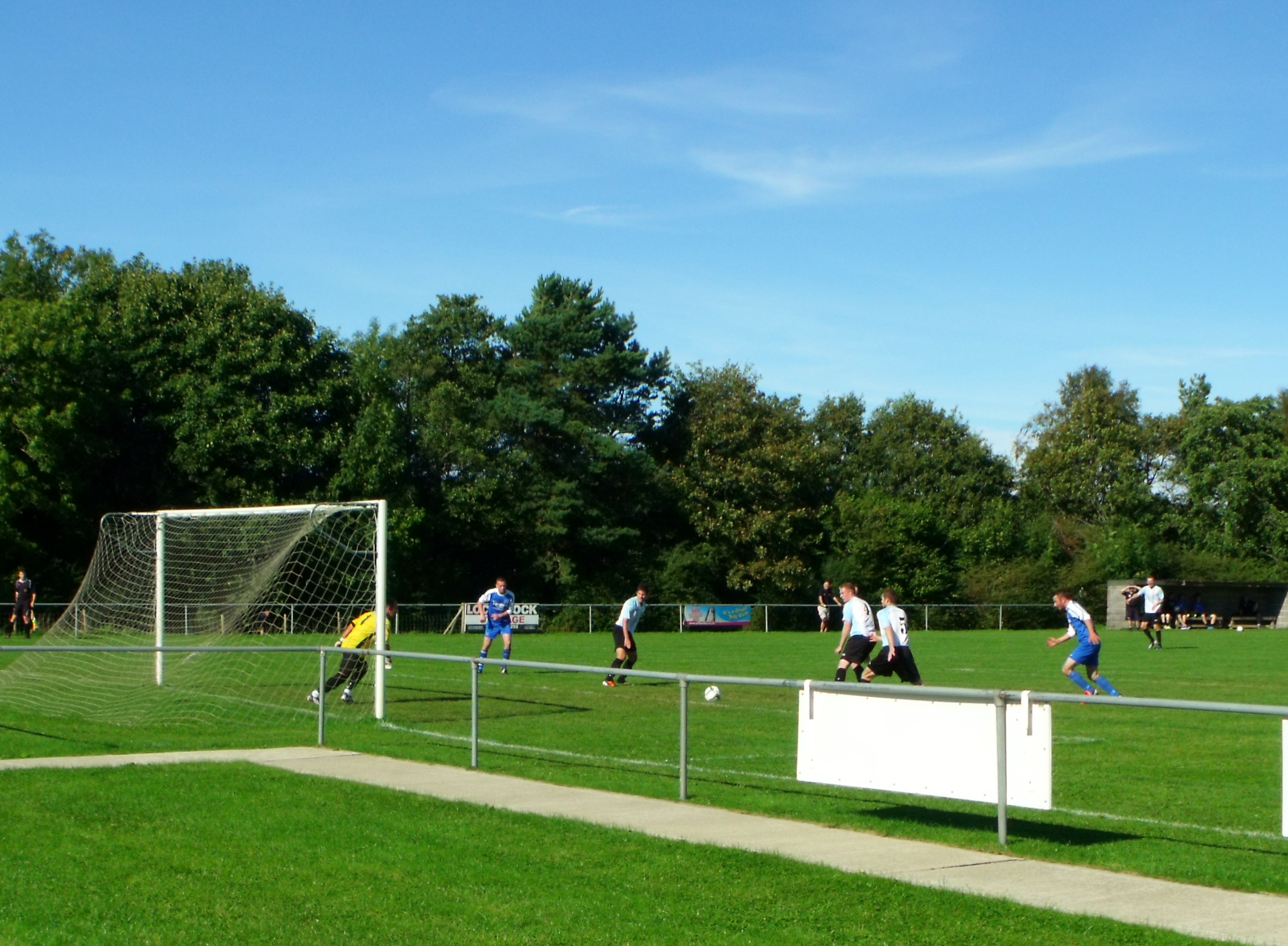
Il Maes Eilian durante Llanfairpwll - Nefyn UTD

Il club aveva giocato all'Y Gors (vicino alla stazione ferroviaria) sin dalle primissime stagioni, ma, nella stagione 2008-2009, si trasferì in un nuovo terreno, Maes Eilian, che possedeva strutture e drenaggio migliori.
Il nome del nuovo terreno, Maes Eilian, si traduce letteralmente in "Campo di Eilian" (Ellian's Field), in riferimento a una leggenda locale di un santo che compì miracoli "dell'ultimo minuto".

## Palmarès

### Competizioni nazionali
- Welsh Alliance League: 2

1987-1988, 2000-2001

### Competizioni regionali
- Anglesey League: 6

1953–1954, 1974–1975, 1975–1976, 1976–1977, 1981–1982, 1982–1983